# Megalinga bolbocera
Megalinga bolbocera är en tvåvingeart som först beskrevs av Osten Sacken 1887.  Megalinga bolbocera ingår i släktet Megalinga och familjen stilettflugor. Inga underarter finns listade i Catalogue of Life.